# アシュワガンダ
アシュワガンダ(ashwagandha　学名Withania somnifera)は、ナス科の常緑低木。インドでは、古くからアーユルヴェーダにて利用されている。

## 概要
「アシュワガンダ」とはサンスクリット語で「馬の匂い」を意味し、アシュワガンダの新鮮な根から放たれる独特な刺激臭と、精力剤として使用されていた経緯に由来すると考えられる。学名の「somnifera」は「誘眠」を意味し、このハーブが鎮静作用を持つ事を表している。
アシュワガンダはカナリア諸島から南ヨーロッパ、アフリカ、中国の甘粛省にかけて分布し、約20種の原種がある。一般的な農作物には不向きな水はけの良い乾燥した土壌を好むため、インドでは19世紀後半から商業目的で大規模に栽培されるようになり、一大産地となった。
樹高は約90センチメートル程度の多年性小低木であり、全体が銀白色の毛で覆われている種が多い。対生する葉は長さ5から15センチメートルのほぼ楕円形。花は長さ、幅ともに1センチメートル程度の大きさで、黄緑色の星形である。
アシュワガンダの根は抗ストレスのハーブとして知られている。
専門的なハーブ療法以外にも、世界ではハーブティーとして摂取している地域もあるが、日本では医薬品、医療機器等の品質、有効性及び安全性の確保等に関する法律（薬機法）により医薬品として指定されているため、使用や流通に規制がある。

## 効果

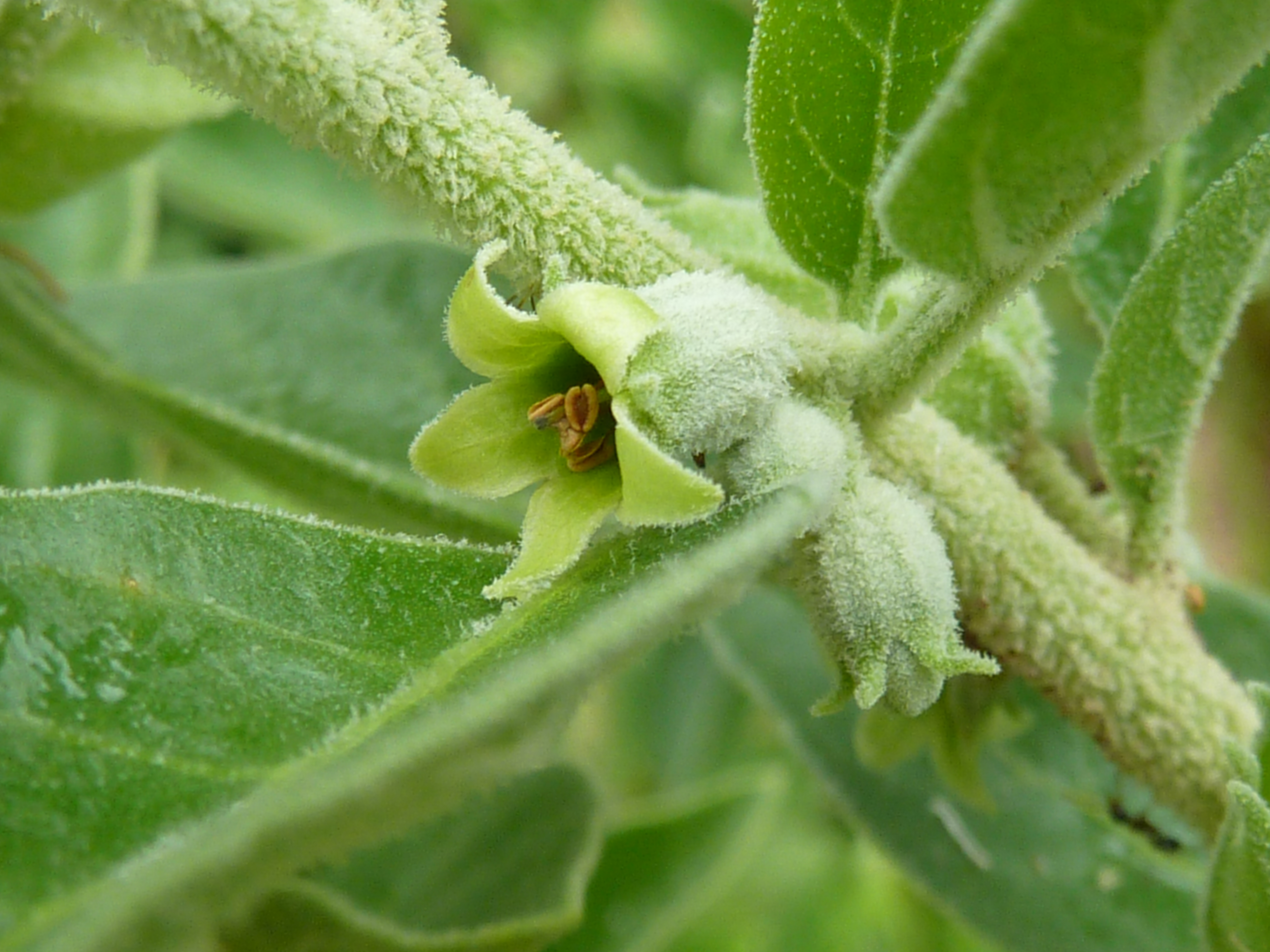
花

アーユルヴェーダ医学では、インドのバイアグラ、インドの朝鮮人参、などと称されている。
アシュワガンダは、関節痛、腰痛の緩和、血液浄化作用、滋養強壮、抗ストレス性、精力増強、リウマチなどに効果があるとされる。また、近年、脳機能改善作用、免疫力強化、抗炎症作用などの効果もあるとされる。

### 動物研究
産業技術総合研究所の動物実験では、がん細胞を死滅させ、正常細胞の老化を防ぐ効果があった。
さらに化学的な分析を行った結果、ウィザノンと呼ばれる物質が「P53」というガン抑制遺伝子を活性化させ、がん細胞の増殖抑制や正常細胞の老化防止を導くことが分かった。

## テレビ番組
- 日経スペシャル ガイアの夜明け 未知なる食材を求めて ～新顔野菜の仕掛け人たち～（2007年10月16日、テレビ東京）[6]。- 世界の未知なる野菜を取材。